# マイク・ディアズ
マイケル・アンソニー・ディアズ（Michael Anthony Diaz , 1960年4月15日 - ）は、アメリカ合衆国カリフォルニア州サンフランシスコ出身の元プロ野球選手（外野手）。

## 経歴
1978年のMLBドラフトでシカゴ・カブスから30巡目（全体685位）指名を受け入団。もともとの守備位置は捕手で、メジャーリーグに初昇格した1983年まではマイナーリーグでもほとんど捕手として出場していたが、後に外野手にコンバートされた。1984年にフィラデルフィア・フィリーズ、さらに翌1984年にはピッツバーグ・パイレーツに移籍し、1986年に3年ぶりにメジャーリーグに昇格するとこの年と翌年に2年連続で2桁本塁打を記録した。登録上の守備位置である外野手と一塁手で主に起用されたが、それ以外にも三塁手や本職の捕手に入る場合もありユーティリティープレイヤーとして扱われていた。
1988年は打撃不振で、シーズン途中にシカゴ・ホワイトソックスにトレードされたがホワイトソックスもシーズン終了後に退団。その後日本のロッテオリオンズに入団した。アメリカ時代に乱闘を度々起こしたことやその筋肉質な風貌、シルベスター・スタローンに風貌が似ていることから主演映画の「ランボー」の愛称で親しまれていたことから登録名を「ランボー」にする案もあったが、権利の関係で実現はしなかった。
1989年は全130試合に出場した。残り11試合を残して打率.277、33本塁打、84打点であったが、そこから閉幕まで42打数23安打で打率.548、6本塁打、21打点という急激な追い込みで一気に打率3割と100打点に乗せ、打率.301・39本塁打・105打点の成績を残した。1989年のオールスターゲームに初めて選出された。
1990年はこの年にロッテに移籍した高橋慶彦などと中軸を組み、前年に続き3割30本100打点を達成。また後半戦には監督の金田正一の発案から捕手として15試合に出場した。小宮山悟によるとディアズの配球は「打たれるまで初球カーブ」というものだったという。7月28日の試合では一塁ランナーを座ったままの牽制球で刺殺するという強肩ぶりを披露し、抑えのリリーフに入った荘勝雄にも「的が大きくて投げやすい」と好評であった。本人も「やっぱり野球選手は打って走って、そして守って投げてこそ価値がある」と乗り気ではあったが、元来細やかな神経の持ち主であることもあり、試合中に下痢を起こしタイムをかけてはベンチ裏に駆け込むということがあった。
捕手として初めてバッテリーを組んだのは村田兆治であるが、ディアズは村田を尊敬しており自分のロッカールームに村田の写真を飾っていた。この年限りで引退した村田の引退試合（10月13日の対西武戦）では郭泰源から3ランホームランを放っている。
翌1991年も6月に捕手として起用されたが、12日のオリックス・ブルーウェーブ戦で二塁送球の際に右肘を骨折し残りのシーズンを欠場。復帰した1992年はこの年から球団名を変えた「千葉ロッテマリーンズ」の初代4番打者となったが、精彩を欠いてシーズン途中で解雇された。
現役時代、「全米腕相撲大会」のプロ野球選手部門で、1988年から1990年まで3年連続優勝をしている。特に2年目と3年目はロッテに所属していたため、ロッテのユニフォームを着て優勝した。
NHKの道傳愛子アナウンサーとは、当時のNHKのスポーツニュースで知り合って以来の友人。ディアズは道傳のことを「AICO」（「アイコ」）という愛称で呼んでいる。この愛称はディアズが名付け親。道傳の意思により、英語風に表記している。
ロッテでの応援歌の原曲は「魔法使いサリー」のテーマ。

## 乱闘騒ぎ
ディアズは外国人選手の中でも特に乱闘の多い選手でもある。
1989年4月23日対福岡ダイエーホークス戦で、山内和宏から左腰に死球を受けたことに激高、山内を追いかけて乱闘騒ぎを起こして退場処分を受けた。またこの乱闘の際に、同様の騒ぎを起こしたことのあるダイエーのトニー・バナザードとウィリー・アップショーになだめられているシーンが同年の珍プレー好プレーでおもしろおかしく取り上げられた。また同年9月の試合では、清原和博（西武）が死球に激怒して平沼定晴投手に襲い掛かった後、味方ベンチに逃げ込もうとした時にヘッドロックを掛けたシーンは何度も珍プレー好プレーで流された。本人もこの番組にスタジオ出演して「来年は紳士的にプレーする」と笑顔で語っていた。
翌年も西武の新人・潮崎哲也の挑発に激怒してベンチに向かっていったり、近鉄戦では内角攻めに激昂して捕手に詰め寄るなど普段のひょうきんさを含めて同番組ではお馴染みの人物として愛された。特に当時リーグの盟主であった西武戦では、投手の変化球攻めや投球間隔の遅さに対しても苛立ちを見せて打席から度々スラングなどで挑発していた。1990年6月24日の試合では西武ベンチからの大宮龍男の野次に激高すると、その打席で本塁打を放ち、イニング中はずっと西武ベンチを挑発していた。

## 詳細情報

### 年度別打撃成績
| 年 度    | 球 団    | 試 合 | 打 席 | 打 数 | 得 点 | 安 打 | 二 塁 打 | 三 塁 打 | 本 塁 打 | 塁 打 | 打 点 | 盗 塁 | 盗 塁 死 | 犠 打 | 犠 飛 | 四 球 | 敬 遠 | 死 球 | 三 振 | 併 殺 打 | 打 率 | 出 塁 率 | 長 打 率 | O P S |
| -------- | -------- | ----- | ----- | ----- | ----- | ----- | -------- | -------- | -------- | ----- | ----- | ----- | -------- | ----- | ----- | ----- | ----- | ----- | ----- | -------- | ----- | -------- | -------- | ----- |
| 1983     | CHC      | 6     | 7     | 7     | 2     | 2     | 1        | 0        | 0        | 3     | 1     | 0     | 0        | 0     | 0     | 0     | 0     | 0     | 0     | 0        | .286  | .286     | .429     | .714  |
| 1986     | PIT      | 97    | 233   | 209   | 22    | 56    | 9        | 0        | 12       | 101   | 36    | 0     | 1        | 0     | 3     | 19    | 0     | 2     | 43    | 5        | .268  | .330     | .483     | .814  |
| 1987     | PIT      | 103   | 282   | 241   | 28    | 58    | 8        | 2        | 16       | 118   | 48    | 1     | 0        | 0     | 7     | 31    | 3     | 3     | 42    | 6        | .241  | .326     | .490     | .816  |
| 1988     | PIT      | 47    | 90    | 74    | 6     | 17    | 3        | 0        | 0        | 20    | 5     | 0     | 0        | 0     | 0     | 16    | 1     | 0     | 13    | 2        | .230  | .367     | .270     | .637  |
| 1988     | CHW      | 40    | 158   | 152   | 12    | 36    | 6        | 0        | 3        | 51    | 12    | 0     | 1        | 0     | 0     | 5     | 0     | 1     | 30    | 5        | .237  | .266     | .336     | .601  |
| '88計    | CHW      | 87    | 248   | 226   | 18    | 53    | 9        | 0        | 3        | 71    | 17    | 0     | 1        | 0     | 0     | 21    | 1     | 1     | 43    | 7        | .235  | .302     | .314     | .617  |
| 1989     | ロッテ   | 130   | 558   | 489   | 75    | 147   | 19       | 2        | 39       | 287   | 105   | 1     | 3        | 0     | 4     | 57    | 5     | 8     | 77    | 14       | .301  | .380     | .587     | .967  |
| 1990     | ロッテ   | 128   | 554   | 454   | 74    | 141   | 23       | 1        | 33       | 265   | 101   | 3     | 1        | 0     | 0     | 97    | 15    | 3     | 88    | 3        | .311  | .435     | .584     | 1.019 |
| 1991     | ロッテ   | 42    | 171   | 139   | 22    | 33    | 2        | 0        | 10       | 65    | 23    | 0     | 0        | 0     | 3     | 28    | 1     | 1     | 21    | 5        | .237  | .363     | .468     | .830  |
| 1992     | ロッテ   | 50    | 212   | 174   | 21    | 32    | 5        | 0        | 11       | 70    | 35    | 0     | 0        | 0     | 5     | 31    | 1     | 2     | 51    | 4        | .184  | .307     | .402     | .709  |
| MLB：4年 | MLB：4年 | 293   | 770   | 683   | 70    | 169   | 27       | 2        | 31       | 293   | 102   | 1     | 2        | 0     | 10    | 71    | 4     | 6     | 128   | 18       | .247  | .319     | .429     | .748  |
| NPB：4年 | NPB：4年 | 350   | 1495  | 1256  | 192   | 353   | 49       | 3        | 93       | 687   | 264   | 4     | 4        | 0     | 12    | 213   | 22    | 14    | 237   | 26       | .281  | .388     | .547     | .935  |

- 各年度の太字はリーグ最高

### 年度別守備成績
NPB
| 年 度 | 捕手  | 捕手  | 捕手  | 捕手  | 捕手  | 捕手  | 捕手     | 捕手     | 捕手     | 捕手     | 捕手     | 一塁  | 一塁  | 一塁  | 一塁  | 一塁  | 一塁     | 外野  | 外野  | 外野  | 外野  | 外野  | 外野     |
| 年 度 | 試 合 | 刺 殺 | 補 殺 | 失 策 | 併 殺 | 捕 逸 | 守 備 率 | 企 図 数 | 許 盗 塁 | 盗 塁 刺 | 阻 止 率 | 試 合 | 刺 殺 | 補 殺 | 失 策 | 併 殺 | 守 備 率 | 試 合 | 刺 殺 | 補 殺 | 失 策 | 併 殺 | 守 備 率 |
| ----- | ----- | ----- | ----- | ----- | ----- | ----- | -------- | -------- | -------- | -------- | -------- | ----- | ----- | ----- | ----- | ----- | -------- | ----- | ----- | ----- | ----- | ----- | -------- |
| 1989  | -     | -     | -     | -     | -     | -     | -        | -        | -        | -        | -        | -     | -     | -     | -     | -     | -        | 21    | 25    | 3     | 1     | 1     | .966     |
| 1990  | 15    | 50    | 5     | 0     | 0     | 4     | 1.000    |          | 10       | 2        | .167     | 25    | 175   | 15    | 3     | 14    | .984     | 22    | 29    | 0     | 1     | 0     | .966     |
| 1991  | 6     | 30    | 3     | 1     | 3     | 0     | .971     |          | 6        | 1        | .143     | -     | -     | -     | -     | -     | -        | 2     | 2     | 0     | 0     | 0     | 1.000    |
| 通算  | 21    | 80    | 8     | 1     | 3     | 4     | .989     |          | 16       | 3        | .158     | 25    | 175   | 15    | 3     | 14    | .984     | 45    | 56    | 3     | 2     | 1     | .967     |

### 表彰
NPB
- 月間MVP：2回 （野手部門：1989年6月、1990年4月）

### 記録
NPB初記録
- 初出場・初先発出場：1989年4月9日、対西武ライオンズ1回戦（西武ライオンズ球場）、5番・指名打者として先発出場
- 初打席・初安打・初打点：同上、1回表に工藤公康から中前適時打
- 初本塁打：1989年4月12日、対オリックス・ブレーブス2回戦（川崎球場）、6回裏にガイ・ホフマンからソロ

NPBその他の記録
- オールスターゲーム出場：1回 （1989年）

### 背番号
- 15 （1983年）
- 10 （1986年 - 同年途中）
- 59 （1986年途中 - 同年終了）
- 14 （1987年 - 1988年途中）
- 20 （1988年途中 - 同年終了）
- 4 （1989年 - 1992年）